# Bistum Ootacamund
Das Bistum Ootacamund (lat.: Dioecesis Ootacamundensis) ist eine in Indien gelegene römisch-katholische Diözese mit Sitz in Udagamandalam (Ootacamund). Es umfasst den Distrikt Nilgiris, Teile des Distrikts Erode sowie einen kleineren Teil des Distrikts Coimbatore im Bundesstaat Tamil Nadu.

## Geschichte
Das Bistum Ootacamund wurde am 3. Juli 1955 durch Papst Pius XII. mit der Apostolischen Konstitution Nuntiatur in Psalmis aus Gebietsabtretungen des Bistums Mysore errichtet und dem Erzbistum Madras-Mylapore als Suffraganbistum unterstellt.

## Bischöfe von Ootacamund
- Antony Padiyara, 1955–1970, dann Erzbischof von Changanacherry
- Packiam Arokiaswamy, 1971, dann Erzbischof von Bangalore
- James Masilamony Arul Das, 1973–1994, dann Erzbischof von Madras-Mylapore
- Antony Anandarayar, 1997–2004, dann Erzbischof von Pondicherry und Cuddalore
- Arulappan Amalraj, seit 2006